# Monica Zetterlund
Eva Monica Zetterlund, född Nilsson den 20 september 1937 i Hagfors församling, Värmlands län, död 12 maj 2005 i Johannes församling, Stockholm, var en svensk jazz- och schlagersångare samt revyartist och skådespelare. Hon kallades ibland bara Monica Z.

## Biografi
Monica Zetterlund var dotter till målaren och dragspelaren Bengt "Sik-Bengt" Nilsson (1911–1995) och Margareta "Greta", född Norén (1917–1995).
Som ung flicka skadade Monica Zetterlund ryggen då hon ramlade från en hemmagjord trapets när hon lekte hemma i Hagfors. Först flera år senare upptäcktes det att hon led av skolios, sned ryggrad (som möjligen hade ett samband med den tidiga skadan). Hon låg länge i gipsvagga och var tvungen att bära korsett, men vid det laget var skadan obotlig, vilket ledde till att hon under hela livet plågades av svåra ryggbesvär och från 1990-talet blev alltmer invalidiserad. Under den sista tiden av sitt liv var hon rullstolsburen.
Efter realexamen arbetade Zetterlund som kontorsbiträde på Hagfors järnverk och sedan som telefonist på Televerket, innan karriären som artist tog fart på allvar.
I början av 1960-talet sällskapade Zetterlund med filmaren Vilgot Sjöman, något som skildrats av Peter Birro i filmen Monica Z.
Monica Zetterlund var gift tre gånger: 1955–1958 med fil. mag. Torbjörn Zetterlund, med vilken hon fick dottern Eva-Lena, 1964–1966 med basisten Göran Pettersson och 1974–1983 med basisten Sture Åkerberg. Hon levde ihop med pianisten Steve Kuhn 1967–1971. Från mitten av 1980-talet och livet ut var hon sambo med Magnus Roger.
Under början av sin karriär bodde Monica Zetterlund i stadsdelen Farsta i Stockholm. Under 1962 bodde hon på Björngårdsgatan på Södermalm. 1963–1972 bodde Zetterlund i en stor villa på Oskarsvägen på Lidingö. Därifrån flyttade hon till gården Solbacken söder om Nykvarn och bodde där några år innan hon bosatte sig i Stockholm igen.
Zetterlund erhöll 1993 Musikaliska Akademiens främsta utmärkelse Medaljen för tonkonstens främjande, nr. 118. 2002 erhöll hon dessutom den kungliga medaljen Illis quorum i åttonde storleken.

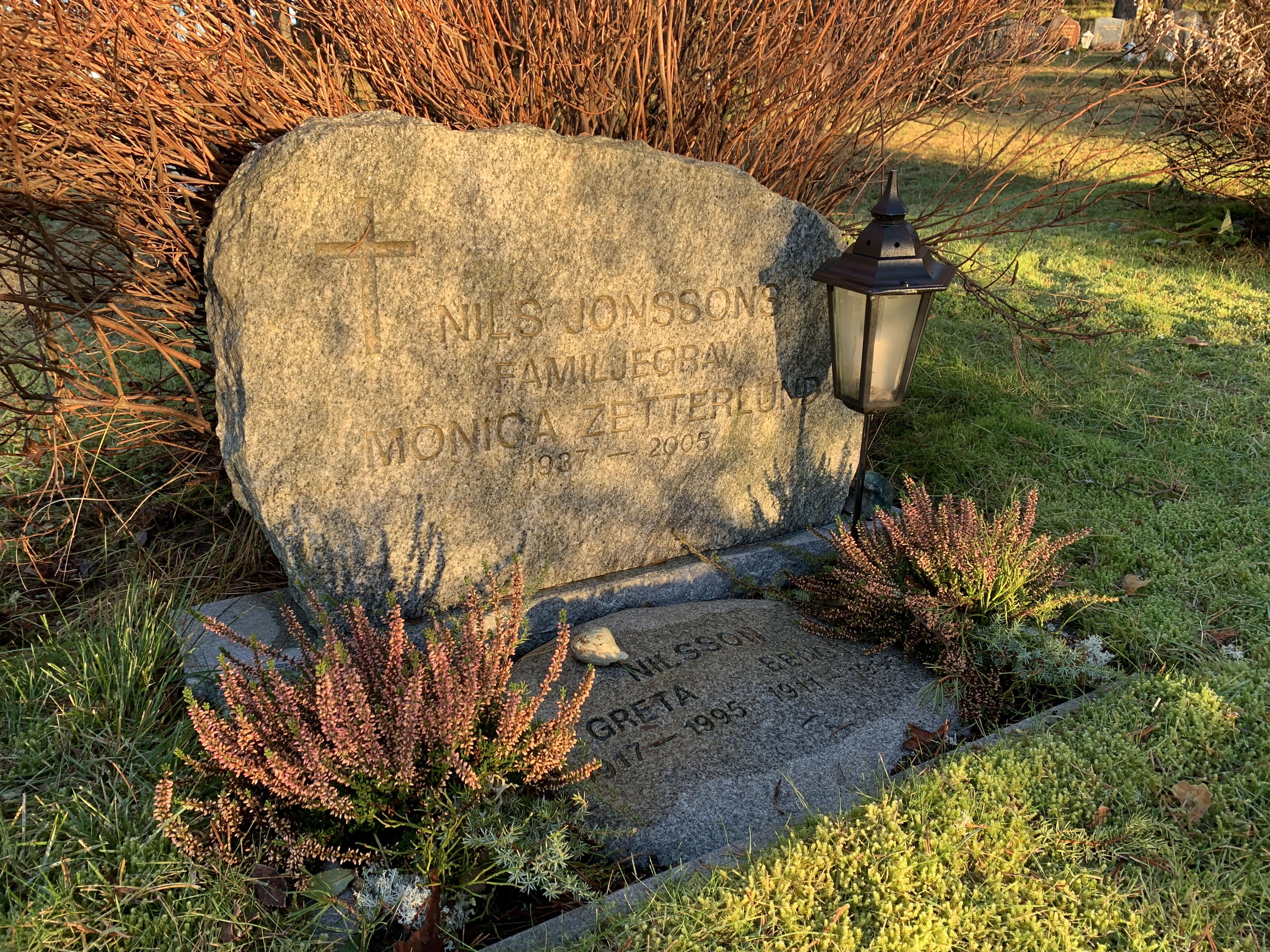
Monica Zetterlunds grav på Hagfors kyrkogård.

Zetterlund omkom i en brand i sin lägenhet på Birger Jarlsgatan i Stockholm den 12 maj 2005. Hon gravsattes den 13 oktober 2005 på Hagfors kyrkogård i samma grav som sina föräldrar.

## Konstnärlig verksamhet

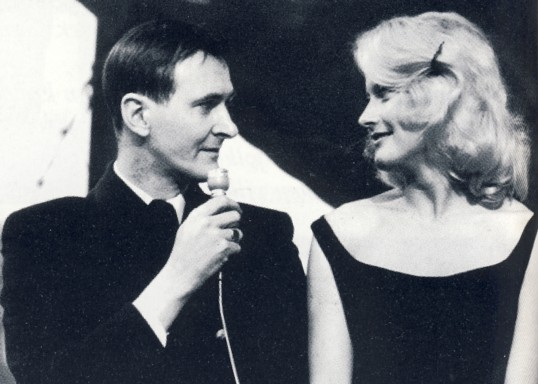
Hagge Geigert och Monica Zetterlund år 1967.

Monica Zetterlund debuterade i tonåren med faderns orkester i Hagfors, gästuppträdde på Eldfesten i Hagfors med Ib Glindemanns storband 1957 och städslades på stående fot och följde med Glindemann till Köpenhamn, där hon gjorde sina första skivinspelningar 1958. Under pseudonymen Eva Norén spelade hon 1957 in några så kallade sjungande vykort som kunde spelas på en vanlig skivspelare.
Senare 1958 kom hon till Stockholm och sjöng med Arne Domnérus band på Nalen. Två år senare turnerade hon i USA och spelade bland annat in en LP med trumpetaren Thad Jones och tenorsaxofonisten Zoot Sims (som inte utgavs förrän 1996).
Zetterlunds debut som kabaréartist var i Klappa din hand på Hamburger Börs 1961, en krogshow av Pär Rådström och Beppe Wolgers. Wolgers kom sedan att skriva många sångtexter åt henne, vanligen amerikanska jazzsånger i svensk gestaltning. Bland dem märks först och främst en av hennes mest framgångsrika insjungningar på svenska, "Sakta vi gå genom stan" (1961). Med den och med sånger av Hasseåtage som "Bedårande sommarvals", "Att angöra en brygga" och "Var blev ni av?" visade hon att det var möjligt att sjunga jazz på svenska.
Zetterlund gjorde ett mindre antal jazzskivor på engelska. Den mest kända gjordes i samarbete med Bill Evans trio, Waltz for Debby, inspelad i Stockholm 1964. Hon själv och många jazzmusiker håller den för hennes finaste inspelning. Förutom olika jazztolkningar så framförs de svenska folkmelodierna "Jag vet en dejlig rosa" och "Vindarna sucka uti skogarna" i arrangemang av Bill Evans.
Zetterlund fäste större uppmärksamhet vid texten än många jazzsångare,[källa behövs] vilket gjorde att hon gärna också sjöng visor och populärmusik. Hennes konst att ge text och musik en personlig ton, frasering och närvaro utvecklades under 1960-talet och märks i hennes tolkningar av Povel Ramels "Den sista jäntan" 1966, Olle Adolphsons "Trubbel" 1969 och också mer popaktiga låtar som "Gröna små äpplen" (Stikkan Andersons svenska text till "Little Green Apples" (Bobby Russell) som O.C. Smith hade en stor hit med 1968).
Hon deltog i svenska Melodifestivalen tre gånger – 1962, 1963 och 1972 – och vann tävlingen 1963 med sången "En gång i Stockholm" som blev väl ihågkommen hemma men kom på delad sista plats i den internationella finalen.
Zetterlund föredrog att sjunga nyskrivna sånger framför så kallade standards, gärna sådana där hon fick vara både skådespelerska och jazzsångerska: förutom de ovannämnda särskilt texter av Tage Danielsson, till exempel dem han skrev till Blossom Dearies musik: "Hej man", "På lyckans smala hav", "Du som stack" och "Så skuggar jag dej", som hon sjöng in med Lasse Bagges orkester 1975.
Samarbetet med Hasseåtage gjorde Zetterlund till skådespelare. Hon spelade med i de flesta av AB Svenska Ords revyer från Gröna hund (1962) till Svea Hund på Göta Lejon (1976) liksom filmerna Svenska bilder (1964), Att angöra en brygga (1965) och Äppelkriget (1971). 1964 debuterade hon vid talteatern med rollen som Krog-Jenny i Tolvskillingsoperan på Stockholms stadsteater. Verkligt folkkär blev hon när hon spelade pigan Malin i folklustspelet Söderkåkar i tv 1970 och strax därpå sockenhoran Ulrika i filmerna Utvandrarna och Nybyggarna, hennes mest ihågkomna rollprestation, för vilken hon fick en guldbagge. Därefter har hon gjort roller i bland annat filmen Rännstensungar (1974), tv-serien Katitzi (1979) och Solveig Ternströms tv-serie Morsarvet (1993).

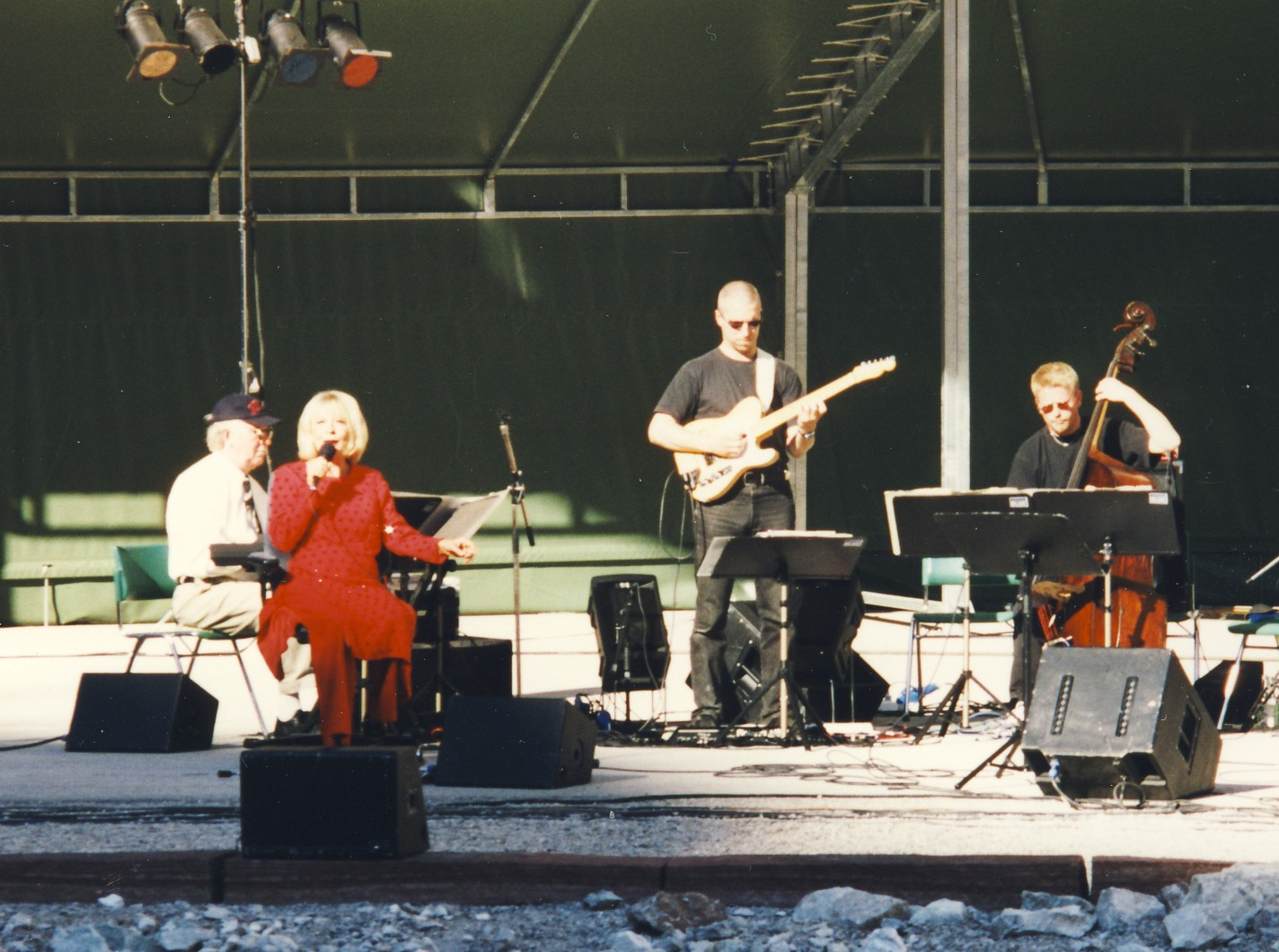
Monica Zetterlund på Dalhalla 19 juli 1997.

1991 samarbetade Zetterlund med yngre musiker, bland andra producenten Peter R. Ericson, på albumet Varsamt med låten "Under vinrankan", som blev hennes karriärs största framgång räknat i topplistor och skivförsäljning. På senare år fann hon en ny musikalisk samarbetspartner i Jan Sigurd. Samarbetet resulterade i skivan Det finns dagar och en gemensam turné 1997, som blev hennes sista.
Trots mångsidig verksamhet inom film och teater är det som en av Sveriges främsta jazzsångerskor man oftast talar om Monica Zetterlund. Hon har turnerat, gett konserter och uppträtt på jazzklubbar och musikfestivaler, på 1970- och 1980-talen oftast tillsammans med Lasse Bagge (piano), Sture Åkerberg (bas) och Johan Dielemans (trummor). Hennes insatser som sångare brukar jämföras med Billie Holiday, Sarah Vaughan, Peggy Lee och Ella Fitzgerald. Hon samarbetade med amerikaner inom jazzen, exempelvis Louis Armstrong, Bill Evans, Stan Getz och Quincy Jones. Med svenska jazzmusiker samarbetade hon också, till exempel Bo Nilsson, Georg Riedel, Lars Färnlöf, Jan Johansson och Arne Domnérus.
Monica Zetterlund kallas ofta jazzsångerska, men sjöng också många låtar som inte tillhör den klassiska amerikanska jazzrepertoaren. Jan Sigurd sa om hennes röst:
"Hon hade en otroligt personlig och rik röst. Och sen tycker jag att hennes frasering var outstanding. Hon berättade för mig då att hemligheten bakom min frasering, sa hon, det är att inte rytmisera som kompet. Och när då melodin ligger som en enslig fågel långt ovanför trafiken så uppstår det nåt slags spänning mellan melodin och kompet. Och det är det som är hennes speciella magi. Det är det som gör svänget. Och det svängde väldigt mycket om henne." (Jan Sigurd i radioprogrammet Casino 26 mars 2006)
Zetterlund porträtterades i en tv-film av Tom Alandh 1989, Underbart är kort. Alandh var även medförfattare till hennes självbiografi Hågkomster ur ett dåligt minne, utgiven 1992.
Hon beskrivs ofta med den karakteristik Tage Danielsson gjorde av henne som "ett lingonris som satts i cocktailglas". Orden kommer från den sammanfattning av Zetterlunds förening av jazzrytm, folklighet, humor och allvar som Danielsson gjorde i en välkänd strof ur dikten "Det eviga" (Samlade dikter 1967 - 1967):
| ”                       | En nattklubbsdrottning doftande av logar. Ett lingonris som satts i cocktailglas. En blond negress från Värmlands huldraskogar. Monica Zetterlund. En jazzpaschas, en sång som hejdar sej, till hälften hunnen, och drar den där när Fröding satt på dass. En väv av guldbrokad och vadmal spunnen. Men märk det vemodsdraget över munnen: ett nordiskt sångardrag, en sorg i rosenjazz. | „ |
| – Tage Danielsson, 1967 | |   |

## Hyllningar
- Pontus & Amerikanernas låt "Monica Zetterlund" (från skivan Följer ett spår, 1991) innehåller bland annat textrader som "när Monica Zetterlund sjunger, nånstans ifrån, bär det iväg mot en stjärna ton för ton" och "Monica ler och hon tittar på mig från ett skivomslag"
- Charlotte Perrelli gjorde 2006 en hyllningsskiva till Monica Zetterlund med egna versioner av hennes låtar samt den nykomponerade sången "I din röst", som är tillägnad Zetterlund, från skivan med samma titel.
- Mats Lidström hyllar Monica Zetterlund med sin piano-svit Portraits, 6 kvinnliga porträtt, komponerad 2010. Den fjärde satsen är kallad Night Games efter Mai Zetterlings film Nattlek (1966), som Zetterlund medverkade i.
- Monica Zetterlunds självbiografi Hågkomster ur ett dåligt minne (1992) översattes 2012 till danska av Malene Langborg och gavs ut i Danmark (förlag www.LangborgsLyd.dk) i samband med att Zetterlund skulle ha fyllt 75 år.
- 2013 kom filmen Monica Z, fritt baserad på Zetterlunds liv, i regi av Per Fly och med sångerskan Edda Magnason i titelrollen.
- 2018 Hyllad i TV-programmet Så mycket bättre. TV4

## Park
Monica Zetterlunds park i Sibirien i Vasastaden i Stockholm bär hennes namn.

## Diskografi
- 1958 – Swedish Sensation
- 1962 – Ahh! Monica
- 1963 – Visa från Utanmyra (EP)
- 1964 – Make Mine Swedish Style
- 1964 – Waltz for Debby (samarbete med Bill Evans)
- 1965 – Ohh! Monica
- 1967 – Monica
- 1971 – Monica - Monica (första inspelningen av Trubbel till komp av Monica Dominique)
- 1972 – Chicken Feathers (samarbete med Steve Kuhn)
- 1973 – Den sista jäntan (samling av äldre inspelningar med bland andra Povel Ramel)
- 1975 – Hej, man! (med bland annat Elin i hagen av Gustaf Fröding, Lasse Bagges orkester)
- 1976 – Folk som har sånger kan inte dö (med Thorstein Bergman)
- 1977 – It Only Happens Every Time (med Thad Jones/Mel Lewis Orchestra)
- 1983 – Holiday for Monica (samarbete med Red Mitchell)
- 1983 – Monica Zetterlund sjunger Olle Adolphson (Lasse Bagges orkester)
- 1984 – For Lester and Billie
- 1989 – Monica Z (bland annat nyinspelningar av gamla hits)
- 1991 – Varsamt
- 1992 – Nu är det skönt att leva
- 1993 – Topaz
- 1995 – Ett lingonris som satts i cocktailglas (Monica Zetterlund-box)
- 1996 – The Lost Tapes at Bell sound studios NYC (återfunna äldre inspelningar från 1960)
- 1997 – Det finns dagar (sånger av Jan Sigurd)
- 2000 – Bill Remembered. A Tribute to Bill Evans (inspelad i Monicas vardagsrum)
- 2006 – Sista gången du var med (live-inspelningar från 1995 och 1997)
- 2018 – På Berns 1964 (texter av Tage Danielsson och Beppe Wolgers med Lasse Färnlöfs kvintett)

På 1960-talet även EP-skivor och singlar (även under 70-talet). Flera av de tidiga skivorna har givits ut på nytt under olika titlar. Monica medverkar även på en mängd LP-inspelningar från revyer, konserter, samlingsskivor med mera.

### Samlingsskivor
- 1982 – Monica Zetterlund - Ur Svenska Ords Arkiv (samlingsskiva, återutgiven på cd som O vad en liten gumma kan gno)
- 1998 – Gyllene blad ur Monicas dagbok
- 2001 – Monica Z väljer sina jazzfavoriter
- 2001 – Monicas bästa
- 2003 – Musik vi minns
- 2004 – Diamanter (samlings-CD utgiven 2004, bestående av båda albumen Monica - Monica och Hej, man! på en och samma CD)
- 2005 – Z – det bästa med Monica Zetterlund

## Filmografi
- 1963 – Vittnesbörd om henne (debut, kortfilm av Jörn Donner)
- 1964 – Svenska bilder
- 1965 – Att angöra en brygga
- 1966 – Nattlek
- 1970 – Sven Arvid är död
- 1970 – Söderkåkar (TV-serie)
- 1971 – Äppelkriget
- 1971 – Utvandrarna
- 1972 – Nybyggarna
- 1973 – Kvartetten som sprängdes (TV-serie)
- 1973 – Fantastiska Wilbur (röst)
- 1973 – Någonstans i Sverige (TV-serie)
- 1973 – Fem myror är fler än fyra elefanter (TV-serie) (berättarröst)
- 1974 – Rännstensungar
- 1974 – Fimpen
- 1978 – Peters baby (TV-serie)
- 1979 – Katitzi (TV-serie)
- 1979 – Godnatt, jord (TV-serie)
- 1980 – Räkan från Maxim
- 1980 – Barna från Blåsjöfjället
- 1980 – Sverige åt svenskarna
- 1982 – Time Out (TV-serie)
- 1986 – Kulla-Gulla (TV-serie)
- 1993 – Morsarvet (TV-serie)

## Teater

### Revyer med Hasse å Tage
| År   | Roll            | Produktion                                                                    | Regi            | Teater        |
| ---- | --------------- | ----------------------------------------------------------------------------- | --------------- | ------------- |
| 1962 |                 | Gröna hund                                                                    |                 |               |
| 1963 |                 | Hålligång                                                                     |                 |               |
| 1964 | Medverkande     | Gula hund Hans Alfredson och Tage Danielsson                                  | Tage Danielsson | Chinateatern  |
| 1969 | Hedvig Lindberg | Spader, Madame! eller Lugubert sa Schubert Hans Alfredson och Tage Danielsson | Tage Danielsson | Oscarsteatern |
| 1973 |                 | Glaset i örat                                                                 |                 |               |
| 1976 |                 | Svea Hund på Göta Lejon                                                       |                 |               |

### Revyer hos Knäppupp
| År   | Roll        | Produktion                  | Regi        | Teater       |
| ---- | ----------- | --------------------------- | ----------- | ------------ |
| 1966 | Medverkande | På avigan, revy Povel Ramel | Hasse Ekman | Idéonteatern |
| 1972 |             | Karamellodier               |             |              |

### Kabaréer av Beppe Wolgers
| År   | Roll        | Produktion                                           | Regi                | Teater         |
| ---- | ----------- | ---------------------------------------------------- | ------------------- | -------------- |
| 1961 | Medverkande | Klappa din hand, revy Beppe Wolgers och Pär Rådström | Mille Schmidt       | Hamburger Börs |
| 1962 | Flicka 2    | Party: De tre hjältarna (I tre bravi) Dario Fo       | Jackie Söderman     | Lilla Teatern  |
| 1962 | Sonja       | Party: Drömmar i Omsk Lars Forssell                  | Jackie Söderman     | Lilla Teatern  |
| 1963 |             | Farfars barnbarn                                     |                     | Hamburger börs |
| 1965 |             | Farfars gladbarn                                     |                     | Hamburger börs |
| 1967 | Medverkande | Vi älskar er, revy Beppe Wolgers                     | Stig Ossian Ericson | Idéonteatern   |

### Kabaréer av Ulf Bagge
| År   | Roll | Produktion             | Regi | Teater |
| ---- | ---- | ---------------------- | ---- | ------ |
| 1984 |      | Sakta vi gå genom stan |      |        |
| 1985 |      | Polare                 |      |        |

### Kar de Mumma-revyn
| År   | Roll | Produktion      | Regi | Teater |
| ---- | ---- | --------------- | ---- | ------ |
| 1975 |      | Strålande tider |      |        |

### Talteater
| År   | Roll        | Produktion                                        | Regi          | Teater                 |
| ---- | ----------- | ------------------------------------------------- | ------------- | ---------------------- |
| 1964 | Krog-Jenny  | Tolvskillingsoperan Kurt Weill och Bertolt Brecht | Hans Dahlin   | Stockholms stadsteater |
| 1993 | Medverkande | Parneviks Cirkusparty, revy Bosse Parnevik        | Anders Albien | Cirkus, Stockholm      |

## Priser och utmärkelser
- 1969 – Stockholms stads Bellmanpris
- 1969 – Grammis som årets populärsångerska 1969 för Gröna små äpplen.[26]
- 1972 – Gustaf Frödings stipendium
- 1972 – Guldbaggen för Bästa skådespelare (för rollerna i Äppelkriget och Utvandrarna)[27]
- 1979 – Spelmannen
- 1985 – Jan Johansson-stipendiet
- 1990 – Cornelis Vreeswijk-stipendiet
- 1993 – Medaljen för tonkonstens främjande nr. 118.
- 1993 – Grammisgalans hederspris[28]
- 1996 – Karl Gerhards hederspris
- 1996 – S:t Eriksmedaljen
- 2000 - Thore Ehrling-stipendiet
- 2000 – Truxapriset
- 2002 – Regeringens medalj Illis quorum för sina "mångåriga och betydelsefulla insatser för svenskt kulturliv".
- 2005 – Kungliga Musikaliska Akademiens Jazzpris (postumt)
- 2014 – Invald i Swedish Music Hall of Fame